# 아트레바트족

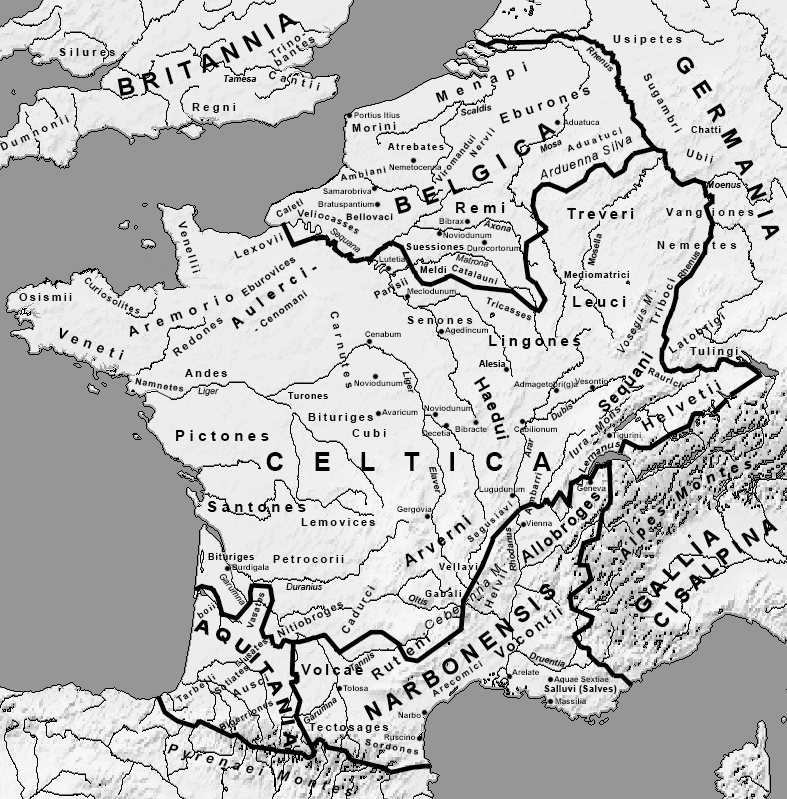
갈리아 벨기카의 아트레바트족 영토를 보여주는지도

아트레바트족(갈리아어 Atrebates, "거주민", "토지 소유자")은 유럽의 철기시대에서 로마 제국 시기에 살았던 벨가이족의 한 갈래로 아르투아 지역이 본거지였다.
기원전 57년부터 갈리아 벨기카의 벨가이족들은 로마에 대항하였다. 그러나 코미우스가 이끄는 아트레바트족은 로마와 우호적인 관계를 유지하였다. 기원전 53년 일어난 알레시아 전투에서 코미우스는 아트레바트족 4천여 명을 이끌고 카이사르의 편에 서서  참전했다. 그 결과 코미우스는 로마로부터 벨가이족의 다른 지파인 모리니족에 대한 통치를 인정받기도 하였다. 아트레바트족의 특산물은 모직물로 기원후 301년 디오클레티아누스의 《품목의 가격》에서도 높은 품질이 언급되었다.
기원전 54년 아트레바이트족의 상당수가 브리튼섬에 정착하였고, 코미우스와 그의 아들들인 틴코미우스, 에필루스, 베리카 등이 이들의 왕으로서 통치하였다. 기원전 43년 이후 브리튼섬의 아트레바이트족 왕정은 로마의 권력에 의해 붕괴되었다.

## 이름
아트레바트라는 이름은 고대 갈리아어에서 "거주민" 또는 "토지 소유자"라는 뜻이었다. 어근을 이루는 attreb- 는 선켈트어군에서 정착을 의미하였다고 추정된다.
오늘날의 아라스는 기원후 400년 무렵 키라스 아트라바툼(Cirass Atrabatum , 아트레바트족의 키비타스)였음이 입증되었다. 아르투아 지역의 여러 지명은 아트레바트족의 이름에서 유래한 것이 남아있다.

## 지리

### 영토
벨가이 아트레바트족은 스카프강을 중심으로한 아르투아 지역을 근거지로 삼았다. 오늘날의 아라스 근처에 있었던 커다란 언덕 요새와 에스코트강 근처에 있었던 언덕 요새 두 곳이 그들이 주요 거점이었다. 아트레바트족은 캉시강을 경계로 암비아니족과 이웃하고 있었다.
기원전 1 세기 중반, 아트레바트족의 일부가 브리튼섬으로 이주하여 템스강, 테스트강, 웨스트서식스 사이의 지역을 점령하였다.

### 정착
로마 제국 시기 동안 아트레바트족의 줌심지는 파드칼레에 있는 에트룽의 언덕 요새에서 오늘날의 아라스에 해당하는 네메토케내로 옮겨졌다. 네메토케내는 당시 교통의 요지로서 아마도 갈리아어로 성스러운 나무를 뜻하는 말이었을 것이다.  기원후 300년 무렵 클라우디오스 프톨레마이오스는 Nemet-이라는 어근이 성스러운 나무를 뜻한다고 적었다.
기원전 54년 이후 브리튼섬으로 건너간 아트레바트족은 기원후 1세기 무렵에는 브리튼섬에 키비타스를 건설하고 정착지를 세웠다. 예를 들면 벤타(윈체스터),  노비오바구스(치체스터) 등이 그것이다.

## 역사

### 갈리아
기원전 57년 카이사르가 갈리아 전쟁을 시작하자 벨가이족의 각 부족들은 동맹을 맺고 15,000명의 군대로 맞섰다.
아트레바트족 역시 벨가이 동맹의 일원으로 네르비족, 비로만듀이족과 함께 카이사르에 대항하였으나 사비스 전투에서 패배하고 로마에 복속을 약속하였다. 카이사르는 코미우스를 아트레바트족의 새 왕으로 임명하였다. 이후 코미우스는 카이사르의 브리타니아 정복에서 정찰대로 참여하였다. 1차 원정에선 브리튼인들에게 사로잡혀 포로가 되었고 2차 원정에선 카시벨라우누스의 항복을 협상했다. 카이사르는 코미우스의 충성에 대한 대가로 모리니족에 대한 통치를 위임하였다. 그러나 코미우스는 나중에 로마에 대항한 베르킨게토릭스에게 합류하여 알레시아 전투에 참전하였으나 로마에게 패배하였다. 이후 로마와 대적하던 코미우스는 안토니우스와 협상을 하고 추종자를 거느리고 브리튼섬으로 이주하였다.

### 브리튼섬

브리튼섬 남부의 켈트 부족 영토. 아트레바트족은 여러 켈트 부족과 인접하여 있었다.

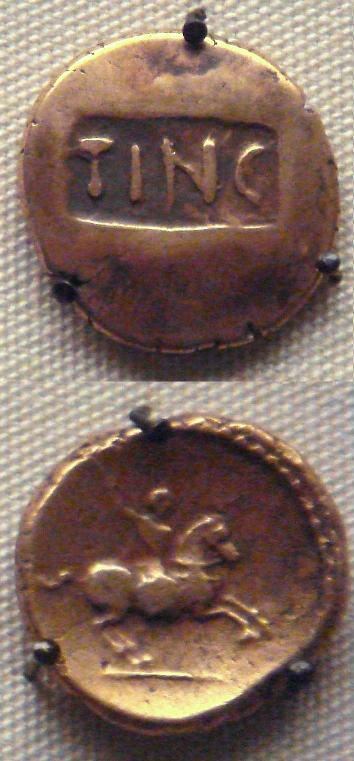
틴코마루스가 발행한 스타테르 주화

코미우스는 브리튼섬으로 이주하여 아트레바트 왕국을 세우고 왕이 되었다. 수도는 오늘날 실체스터인 칼레바 아트레바툼이었고, 영토는 오늘날의 햄프셔, 웨스트서식스 그리고 버크셔에 걸쳐 있었다.
칼레바 아트레바툼에서는 코미우스의 이름이 새겨진 주화를 발행하였다. 기원전 30년에서 20년 사이의 일부 주화에는 "COM COMMIOS"라고 표시되어 있는데 아마도 코미우스의 아들 코미우스라는 뜻으로 해석된다. 코미우스를 계승한 브리튼섬의 아트레바트족 왕은 코미우스의 아들들 틴코마루스, 에필루수, 그리고 베리카이었고 각자 자신의 이름을 새긴 주화를 발행하였다. 티노코마루스는 기원전 20년 무렵부터 아버지 코미우스와 공동으로 통치한 것으로 보인다. 코미우스가 죽은 뒤 틴코마루스는 칼레바에서 왕국의 북부를 통치하였으며 에필루스는 오늘날 치체스터인 노비오마구스에서 왕국의 남쪽 절반을 통치하였다. 여러 정황을 살펴보았을 때 틴코마루스는 어린 시절을 로마의 인질로 보냈으며 왕이 된 이후에도 아버지 보다 더 로마의 아우구스투스에 유화적인 태도를 보였다.
아우구스투스의 《업적록》은 두 명의 브리튼 왕이 자신을 지지하였다고 기록하고 있다. 이름이 정확히 남아있지는 않지만 둘 가운데 하나는 틴코마루스가 확실하다. 틴코마루스는 자신의 형제 에필루스에 의해 축출되었다. 그 이후 발행된 에필루스의 주화에는 "Rex"라는 문자가 새겨져 있어, 로마가 에필루스를 인정하였음을 알게 해 준다.
기원후 15년 무렵, 에필루스의 왕위는 동생 베리카에게 계승되었다. 그와 비슷한 무렵 켄트 지역 칸티아시에는 에필루스라는 이름의 통치자가 나타난다. 그러나 베리카의 왕국은 브리튼섬 동남부를 놓고 쿠노벨리누스와 경쟁하고 있었다. 기원후 35년 무렵 쿠벨리누스가 죽자 베리카가 이 지역을 차지하지만, 쿠노벨리누스의 아들이 계속하여 대항하여 결국 기원후 40년 무렵에는 아트레바트를 정복하였다. 패배한 베리카는 로마로 망명하였고, 새로운 로마 황제 클라우디우스는 이를 빌미로 브리튼을 정복하게 된다. 로마가 브리튼을 정복한 후, 아트레바트의 영토 일부는 베리카의 아들 티베리우스 클라디우스 코기듀브누스에게 상속되어 친로마적인 키비타스가 되었다. 이전의 아트레바트 영토는 아트레바트, 레그넨세스, 벨가이로 분할되었다.

## 브리튼 아트레바트 왕국 연표
1. 코미우스, 약 기원전 57년 - 기원전 20년
2. 틴코마루스, 약 기원전 20년 - 기원후 7년 (코미우스의 아들)
3. 에필루스, 기원후 8년 - 15년 (틴코마루스의 형제)
4. 베리카, 기원후 15년 - 40년, (에필루스의 형제)
5. 클라우디우스 코기듀브누스, (베리카의 아들)
6. 완전한 로마 합병.

## 같이 보기
- 갈리아인
- 벨가이족

### 참조주
1. 1 2 3  Schön & Todd 2006.
2. 1 2 3  Drinkwater 2015.
3. 1 2 3 4  Frere & Millett 2015.
4. 1 2 3  Wightman 1985.
5. 1 2 3  Delamarre 2003.
6. ↑  Delamarre 2003, 301쪽.
7. ↑  Matasović 2009, 388쪽.
8. ↑  Compare with Oscan trííbúm ('house, building'), and with Proto-Germanic *Þurpa and Lithuanian trobà ('house').[6][7]
9. 1 2  Nègre 1990.
10. ↑  Nègre 1990, 159쪽.
11. ↑  Delamarre 2003, 114, 233쪽.
12. ↑  From Gaulish nemeton 'sanctuary < sacred wood', perhaps attached to the suffix -cenna 'far' or, more likely, to a deformed suffix -genna, 'born from', leading to the original meaning '(born) from the sacred wood, the sanctuary'.[10][11]
13. ↑  Caesar, De Bello Gallico, 2.4

### 참고 문헌
- Delamarre, Xavier (2003). 《Dictionnaire de la langue gauloise: Une approche linguistique du vieux-celtique continental》 (프랑스어). Errance. ISBN 9782877723695.  Delamarre, Xavier (2003). 《Dictionnaire de la langue gauloise: Une approche linguistique du vieux-celtique continental》 (프랑스어). Errance. ISBN 9782877723695.  Delamarre, Xavier (2003). 《Dictionnaire de la langue gauloise: Une approche linguistique du vieux-celtique continental》 (프랑스어). Errance. ISBN 9782877723695.
- Drinkwater, John F. (2015). “Atrebates (1), a tribe of Gallia Belgica”. 《Oxford Research Encyclopedia of Classics》 (영어) (Oxford University Press). doi:10.1093/acrefore/9780199381135.013.939. ISBN 978-0-19-938113-5.  Drinkwater, John F. (2015). “Atrebates (1), a tribe of Gallia Belgica”. 《Oxford Research Encyclopedia of Classics》 (영어) (Oxford University Press). doi:10.1093/acrefore/9780199381135.013.939. ISBN 978-0-19-938113-5.  Drinkwater, John F. (2015). “Atrebates (1), a tribe of Gallia Belgica”. 《Oxford Research Encyclopedia of Classics》 (영어) (Oxford University Press). doi:10.1093/acrefore/9780199381135.013.939. ISBN 978-0-19-938113-5.
- Falileyev, Alexander (2010). 《Dictionary of Continental Celtic Place-names: A Celtic Companion to the Barrington Atlas of the Greek and Roman World》. CMCS. ISBN 978-0955718236.  Falileyev, Alexander (2010). 《Dictionary of Continental Celtic Place-names: A Celtic Companion to the Barrington Atlas of the Greek and Roman World》. CMCS. ISBN 978-0955718236.  Falileyev, Alexander (2010). 《Dictionary of Continental Celtic Place-names: A Celtic Companion to the Barrington Atlas of the Greek and Roman World》. CMCS. ISBN 978-0955718236.
- Frere, Sheppard S.; Millett, Martin (2015). “Atrebates (2), a Gallic tribe of southern Britannia”. 《Oxford Research Encyclopedia of Classics》 (영어) (Oxford University Press). doi:10.1093/acrefore/9780199381135.013.940. ISBN 978-0-19-938113-5.  Frere, Sheppard S.; Millett, Martin (2015). “Atrebates (2), a Gallic tribe of southern Britannia”. 《Oxford Research Encyclopedia of Classics》 (영어) (Oxford University Press). doi:10.1093/acrefore/9780199381135.013.940. ISBN 978-0-19-938113-5.  Frere, Sheppard S.; Millett, Martin (2015). “Atrebates (2), a Gallic tribe of southern Britannia”. 《Oxford Research Encyclopedia of Classics》 (영어) (Oxford University Press). doi:10.1093/acrefore/9780199381135.013.940. ISBN 978-0-19-938113-5.
- Matasović, Ranko (2009). 《Etymological Dictionary of Proto-Celtic》 (영어). Brill. ISBN 9789004173361.  Matasović, Ranko (2009). 《Etymological Dictionary of Proto-Celtic》 (영어). Brill. ISBN 9789004173361.  Matasović, Ranko (2009). 《Etymological Dictionary of Proto-Celtic》 (영어). Brill. ISBN 9789004173361.
- Nègre, Ernest (1990). 《Toponymie générale de la France》 (프랑스어). Librairie Droz. ISBN 978-2-600-02883-7.  Nègre, Ernest (1990). 《Toponymie générale de la France》 (프랑스어). Librairie Droz. ISBN 978-2-600-02883-7.  Nègre, Ernest (1990). 《Toponymie générale de la France》 (프랑스어). Librairie Droz. ISBN 978-2-600-02883-7.
- Schön, Franz; Todd, Malcolm (2006). “Atrebates”. 《Brill’s New Pauly》 (영어).
- Wightman, Edith M. (1985). 《Gallia Belgica》 (영어). University of California Press. ISBN 978-0-520-05297-0.  Wightman, Edith M. (1985). 《Gallia Belgica》 (영어). University of California Press. ISBN 978-0-520-05297-0.  Wightman, Edith M. (1985). 《Gallia Belgica》 (영어). University of California Press. ISBN 978-0-520-05297-0.

### 주요 자료
- 아우구스투스, 《업적록》
- 디오 카시우스, 《로마사》
- 섹스투스 율리우스 프론티누스, 《전략》
- 줄리어스 시저, 드 벨로 갈 리코
- 프톨레마이오스, 지리

## 추가 자료
- Bean, Simon C. (1994). The coinage of Atrebates and Regni (Ph.D. thesis). University of Nottingham.
- John Creighton, Coins and Power in Late Iron Age Britain, Cambridge University Press, 2000
- Barry Cunliffe, Iron Age Britain. London: B. T. Batsford/English Heritage, 1995 ISBN 0713471840
- Sheppard Frere, Britannia. 1967, revised 1978, 3rd ed. 1987